# Чикатило (сериал)
«Чикатило» — российский сериал о серийном убийце Андрее Чикатило, снятый режиссёром Сариком Андреасяном. Главную роль в нём сыграл Дмитрий Нагиев. Сериал транслировался в онлайн-кинотеатре «Okko», премьера первого сезона состоялась 18 марта 2021 года, премьера второго — 17 марта 2022 года. 4 апреля 2024 года на экраны вышел спин-офф, «Тень Чикатило». Сериал получил преимущественно негативные отзывы критиков и зрителей.

## Сюжет
Сериал рассказывает о самом известном серийном убийце советской эпохи Андрее Чикатило — о двойной жизни, которую он вёл на протяжении 12 лет, и о напряжённом расследовании совершённых им убийств. По словам режиссёра Сарика Андреасяна, главной задачей создателей сериала было ответить на вопросы «Как человек с практически идеальной биографией оказался жестоким убийцей? Что породило в нём зверя?».
Действие начинается в 1983 году. Из-за участившихся убийств в Ростовской области туда направляется следственная группа из Москвы для помощи местным сыщикам. В неё входит следователь по особо важным делам Генеральной прокуратуры СССР Тимур Кесаев, сотрудник НИИ МВД СССР, капитан милиции Виталий Витвицкий, сотрудник КГБ СССР под прикрытием Олег Горюнов. В Ростове группу встречают начальник управления уголовного розыска ГУВД Ростовской области Александр Ковалёв, его заместитель Эдуард Липягин и старший лейтенант Ирина Овсянникова.
В межведомственной группе почти сразу начинаются споры о том, что именно нужно делать для поимки убийцы. Ковалёв с Липягиным хотят поскорее закрыть дело и потому стремятся сделать обвиняемыми трёх умственно отсталых задержанных, оговоривших себя. Витвицкий и Кесаев доказывают, что эти люди невиновны. Тем временем убийства продолжаются, и Ковалёву приходится признать свою неправоту. Из Москвы на помощь следователям прилетает профессор психиатрии, научный руководитель Витвицкого Евгений Некрасов. Благодаря ему группа получает психологический портрет убийцы.
Андрей Чикатило продолжает убивать и одновременно жить обычной жизнью, не вызывая подозрений у жены и детей. Понимая, что его ищут, он решает залечь на дно и специально крадёт с завода аккумулятор, чтобы его посадили в тюрьму на два года. После освобождения Чикатило народные дружинники сообщают следователям, что видели, как человек, похожий на предполагаемый портрет убийцы, выбрасывал полотенце с кровью в мусорный бак. Чикатило задерживают. Суд приговаривает его к расстрелу.

## В ролях
- Дмитрий Нагиев — Андрей Чикатило
- Константин Лавроненко — Тимур Кесаев, следователь по особо важным делам Генеральной прокуратуры СССР (прообраз — Исса Костоев)
- Дмитрий Власкин — Виталий Витвицкий, сотрудник НИИ МВД СССР, капитан милиции
- Юлия Афанасьева — Ирина Овсянникова, старший лейтенант милиции
- Николай Козак — Александр Ковалёв, начальник Управления уголовного розыска ГУВД Ростовской области, полковник милиции
- Виталий Кищенко — Виктор Брагин, полковник милиции
- Олег Каменщиков — Эдуард Липягин, заместитель начальника Управления уголовного розыска, майор милиции
- Карэн Бадалов — Евгений Некрасов, профессор психиатрии (прообраз — Александр Бухановский)
- Георгий Мартиросян — Владимир Панкратович, генерал-майор милиции, заместитель министра МВД СССР
- Евгений Шириков — Олег Горюнов, Майор КГБ СССР
- Никита Кологривый — Шеин
- Иван Федотов — Юрий Жарков, друг Шеина
- Александр Курлов — Тарасюк
- Виктория Богатырёва — Феодосия Одначева (Феня), жена Чикатило
- Александр Булатов — Юрий (Юрка), сын Чикатило
- Елизавета Говорова — Людмила (Люда), дочь Чикатило
- Таисья Калинина — Таня Глагольцева, ученица Чикатило
- Наталья Земцова — Валентина, 9-я жертва Чикатило в Новошахтинске
- Кирилл Мелехов — Александр Кравченко, обвинённый в первом убийстве, возможно совершённым Чикатило (сезон 1 эпизод 5)
- Владислав Шкляев — Фёдор Дмитриевич
- Алина Мещерякова — Ангелина
- Сергей Шароватов — Николай, милиционер
- Кирилл Жандаров — Виктор Косачёв, следователь
- Ольга Тумайкина — Виктория Петровна, директор интерната
- Юлия Учиткина — Нелли Егоровна, педагог интерната
- Елена Папанова — завуч
- Ирина Безрукова — Раиса, эксперт-криминалист
- Вадим Цаллати — следователь
- Александр Яцко — судья
- Александр Хотянцев — следователь
- Сергей Гурьев — Иван Кобзарев, начальник Чикатило
- Микаэл Джанибекян — директор Новочеркасского электровозостроительного завода
- Николай Ковбас — майор Гаврилов, начальник оперчасти колонии
- Самвел Мужикян — Виктор Михайлович, директор школы в Новошахтинске
- Алексей Кирсанов — Константин Черёмушкин
- Мария Ахметзянова — Алёна Синельникова, журналист
- Михаил Горевой — психиатр
- Марк Богатырёв — Олег Востриков, старший лейтенант милиции

## Сезоны
| Сезон | Сезон | Серии | Период трансляции          |
| ----- | ----- | ----- | -------------------------- |
|       | 1     | 8     | 18 марта — 5 мая 2021 года |
|       | 2     | 8     | 17 марта — 5 мая 2022      |

## Создание и релиз
Сериал снимался для онлайн-кинотеатра «Okko». Режиссёром стал Сарик Андреасян, сценарий написали Алексей Гравицкий и Сергей Волков. Съёмки начались в сентябре 2020 года, 21 декабря 2020 года стало известно об их завершении, был опубликован первый трейлер. Создатели проекта предполагали держать в тайне имя актёра, сыгравшего главную роль, но информация о том, что роль Чикатило исполнит Дмитрий Нагиев, появилась ещё летом 2020 года. Появившиеся в СМИ сообщения о том, что Чикатило сыграет Дмитрий Власкин, позже были им опровергнуты. После выхода первой серии информация о том, что роль Чикатило исполнил Дмитрий Нагиев, подтвердилась.
Премьера первого сезона, включавшего восемь серий, состоялась 18 марта 2021 года. 7 мая, после выхода финального эпизода, Сарик Андреасян в своём Instagram-аккаунте объявил, что сериал получит продолжение. Съёмки второго сезона начались 18 июня 2021 года, премьера состоялась 17 марта 2022 года. Второй сезон стал последним.
9 марта 2021 года писатели и сценаристы Алексей Гравицкий и Сергей Волков выпустили книгу «Чикатило. Явление зверя», написанную на основе сценария сериала и биографии самого Чикатило. 16 мая 2022 года вышла вторая книга — «Чикатило. Зверь в клетке».
Продолжение
В июне 2023 года начались съёмки восьмисерийного спин-оффа сериала под названием «Тень Чикатило». Детектив основан на реальных событиях, в нём рассказывается о маньяке Михаиле Попкове, которого сыграл Фёдор Лавров. К ролям сотрудников оперативных служб вернулись Дмитрий Власкин, Юлия Афанасьева, Николай Козак, Олег Каменщиков, Евгений Шириков, а Дмитрий Нагиев снова сыграл Чикатило. Премьерный показ сериала в онлайн-кинотеатре Okko начался 4 апреля 2024 года.

## Оценки
Сериал получил преимущественно отрицательные оценки критиков и зрителей. Особой критике был подвергнут выбор на роль Чикатило Дмитрия Нагиева. По мнению многих рецензентов и рядовых зрителей, Нагиев в своём нелепом гриме больше походил на персонажей ситкома «Осторожно, модерн! 2» прапорщика Задова и его сына Павла, чем на известного серийного убийцу. Егор Москвитин назвал игру актёра «нелепым маскарадом». «Чикатило рос слабым и больным ребёнком, он был жертвой издевательств одноклассников, а во взрослом возрасте стал импотентом. Дмитрий Нагиев — самый неочевидный выбор актёра на эту роль», — написал критик. Об отсутствии сходства заявил и следователь Амурхан Яндиев, который занимался делом Чикатило.
Критике подвергся и сценарий. Яндиев назвал конфликт между московскими и ростовскими следователями вымышленным, а сцены допроса Чикатило — абсолютно неправдоподобными. Москвитин увидел в сериале «череду досадных драматических упущений»: «напряжение не нагнетается», «нет динамичного сюжета», «расследование слишком медленное, но при этом нет реалистичного погружения в атмосферу работы следователей», «отношения общества и власти в стрессовой ситуации остаются неизученными», «все социальные (а то и антропологические) наблюдения сериала о советском человеке в нём сводятся к паре неуклюжих сцен в очередях». Для Наталии Григорьевой из «Независимой газеты» сериал стал «костюмированным фарсом вместо жуткой драмы» из-за игры Нагиева, «бросающейся в глаза вторичности якобы оригинального материала и наивной прямолинейности сюжета».
Критик Егор Беликов охарактеризовал «Чикатило» как «довольно унылое телемыло» и констатировал: «Неясно, зачем вообще режиссёру понадобилось инсценировать жуткий путь маньяка и милиции, которая шла по его следу: он не добавляет к данной истории ничего, кроме неловкого эпатажа… и собственной заунывной режиссуры». Для Беликова появление сериала стало прецедентом, показывающим, что на перегретом кинорынке имеют значение не репутация режиссёра и качество его работы, а только «жареная тема».
По словам одного из рецензентов, зрители смотрели сериал «с интересом, граничащим с отвращением». В связи с показом развернулась дискуссия о том, стоит ли в принципе снимать сериалы и фильмы о маньяках. Психиатр Ольга Бухановская назвала такое неприемлемым из-за разлагающего влияния на общественную нравственность. Следователь Яндиев уверен, что люди должны знать правду: он констатировал, что новые маньяки появляются не из-за фильмов, а потому что «социальная среда такая».